# Hans-Gerd Klein
Hans-Gerd Klein (* 28. März 1958 in Leverkusen) ist ein ehemaliger deutscher Hürdenläufer, der sich auf die 110-Meter-Distanz spezialisiert hatte.
1980 verhinderte der Olympiaboykott der Bundesrepublik einen Teilnahme an den Olympischen Spielen in Moskau. Bei dem ersatzweise abgehaltenen Liberty Bell Classic gewann er Bronze.
Bei den Leichtathletik-Halleneuropameisterschaften 1981 in Grenoble wurde er Sechster über 50 m Hürden.
1980 und 1982 wurde er Deutscher Vizemeister. In der Halle wurde er 1980 Vizemeister über 60 m Hürden. Von 1977 bis 1981 trat Klein bei zehn Wettkämpfen im Nationaltrikot an.
Während seiner aktiven Karriere startete Hans-Gerd Klein für die LG Bayer Leverkusen.
Hans-Gerd Klein ist Bauingenieur und seit 1992 Geschäftsführer und Inhaber der Stahl- und Metallbau Hans-Gerd Klein Gmbh mit Sitz in Langenfeld und einer Niederlassung in Nümbrecht.

## Persönliche Bestzeiten
- 50 m Hürden (Halle): 6,60 s, 22. Februar 1981, Grenoble
- 110 m Hürden: 13,88 s, 18. Juli 1981, Gelsenkirchen